# 水笠通公園
水笠通公園（みずかさどおりこうえん）とは兵庫県神戸市長田区に存在する公園。

## 概要
2009年3月15日にできた公園。
新長田駅の北側に存在し、59.6ヘクタールという規模。この公園は神戸市による阪神・淡路大震災からの復興の都市計画によって生まれた公園である。公園ができる前は狭い路地に商店や長屋がひしめき合い、300人以上が暮らしていたという地域であった。阪神・淡路大震災の2か月後に公園とする案が神戸市より出され、残りたい者による反対があったものの14年の歳月が経ち全員が地域を去り公園となった。
公園内には関連するモニュメントが設置されている。
神戸市では震災モニュメント交流ウオークというイベントが実施されており、水笠通公園も巡る一つとなっている。